# 朱仕𰊊
广灵庄裕王朱仕（1428年—1496年10月12日），广灵荣虚王朱逊𤇜嫡长子，王妃王氏所生。

## 生平

### 早年
正统九年（1444年）四月赐名。同年封为广灵长子。景泰二年（1451年）八月，朱逊𤇜奏朱仕已选大同右卫军人张文铎女为婚，请求赐张文铎冠带，不获准。
天顺三年（1459年）十月，朱逊𤇜薨。朱仕奏上缴广灵王印，其中缺少盛印银箱。十二月，明英宗敕令朱仕称此印是分封时所给，世代相传，无进缴之理，责其不知事体，轻信继母高太妃之言就上缴，这也是辅导官失职，令御史将教授提问，特降敕戒谕，今后行事必须斟酌事宜，不可轻举妄动而获罪。
当时代藩诸王多在大同，英宗想迁走其中一部分。朱仕因为不愿迁藩到腹地，称父丧未久、祖母老疾、母坟在大同，请求赐仍居旧府。天顺四年（1460年）十月，英宗下敕令给他，称并没有逼他内迁，自己已经为代藩诸王为迁藩之事各怀私心下过敕书告诫，他却轻信传闻又上奏干扰朝廷决策，今后行事务在详审安静，不宜如此轻率烦琐、违礼取祸。闰十一月，又下敕书告谕朱仕堂兄代隐王朱仕㙻，仍一并告谕诸王今后不要继续奏扰、自取罪过。因代隐王先前自称朱仕愿意内迁，十二月，英宗诘问代隐王所奏不实。

### 受封
天顺七年（1463年）三月，英宗命豐城侯李勇、平鄉伯陳政為正使，吏科給事中沈珤、戶科給事中冉哲為副使，持節冊封朱仕為廣靈王，夫人張氏為廣靈王妃，都賜儀仗冠服。
朱仕的父亲逝世后，朝廷每年给朱仕食米三百石。朱仕袭封之后，英宗才命给全禄岁禄一千石。
代隐王逝世后，成化元年（1465年）四月，代世子朱成鍊与朱仕和三弟博野王朱成鐭、四弟和川王朱成镘送丧出城，良久方还。大同守臣上奏。五月，明宪宗敕令朱成鍊：根据祖训，世子、郡王出城必先差人奏请，念及他们是宗亲，姑且不追究，敕令他们深刻自省改过，今后务必循礼守法，不要重蹈覆辙，玷污代府名声。
然而，在成化九年（1473年）四月，代惠王朱成鍊与朱仕、朱成镘、弟弟定安悼隐王朱成鏻长子朱聪潏又连日出城诣真武庙行香，守臣上报，宪宗降敕书责谕，因王府官未能进谏制止，朝廷下令将其逮捕治罪。
弘治九年（1496年）九月，朱仕逝世，朝廷得知死讯，辍朝一日，按制度赐祭葬，赐谥庄裕。十一年（1498年）十二月，其嫡长子朱成袭封。

## 评价
- 《弇山堂别集》卷073：履正志和，强學好問。

## 家庭

### 妻妾
- 王妃张氏

### 子孙
- 嫡长子广灵顺简王朱成
  - 嫡三子朱聪洛
  - 嫡四子朱聪沟[15]
- 庶三子朱成鎋，成化三年（1467年）十一月赐名，[16]成化十年（1474年）十二月于折色禄米内改支本色三十石，[17]弘治元年（1488年）三月已故[18]